# Premetro

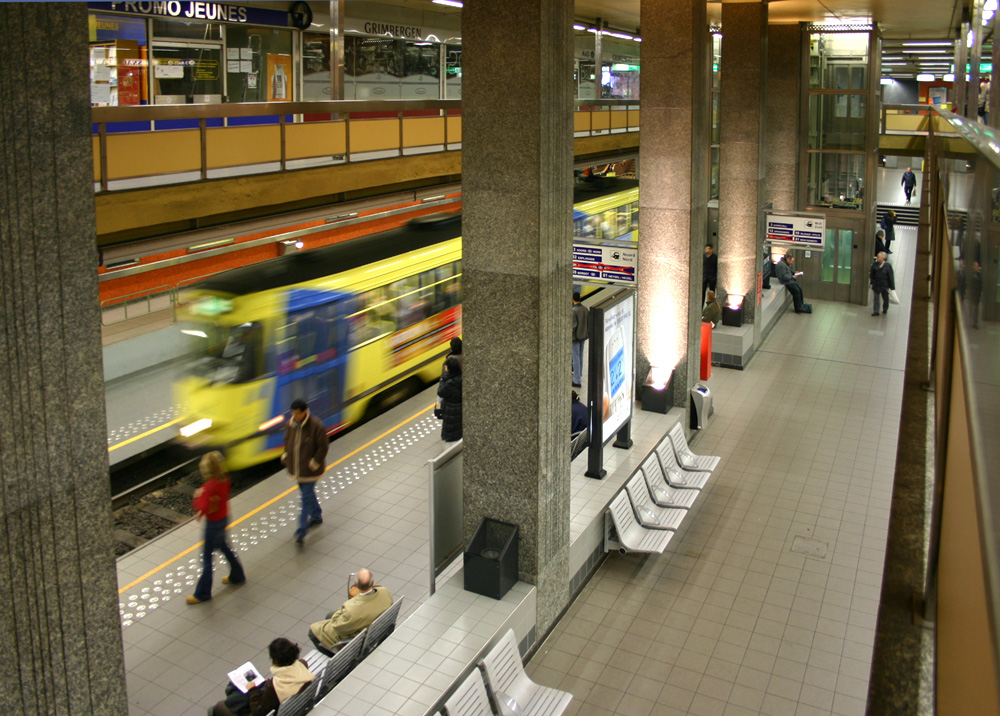
Bryssels premetrostation De Brouckère

Premetro är snabbspårväg i tunnel, på broar eller åtminstone med i stort sett frihet från korsningar med vägar och andra trafikslag.[källa behövs] Tunnlar brukar i första hand finnas i stadskärnor.
Premetro liknar i vissa avseenden tunnelbana, men trafikeras av spårvagnar som strömförsörjs med kontaktledning. Premetrokonceptet skapades för att kunna nyttja förberedda eller ombyggda delsträckor som snabbspårväg med tunnelbaneegenskaper utan att hela spårvägsnätet blivit omställt till tunnelbana eller stadsbana. Flera premetrosystem byggdes med en långsiktig framtida fullständig ombyggnad till tunnelbana i åtanke.
Premetro finns bland annat i Frankrike och Belgien och är vanliga i Tyskland (Stadtbahn), bland annat i Ruhrområdet samt Köln och Bonn. Frankfurts tunnelbana är egentligen en premetro snarare än tunnelbana, då den har kontaktledning och det finns gatukorsningar i plan. Bryssels tunnelbana började som premetro, men flera sträckor har sedan dess konverterats.

## Premetro i Sverige

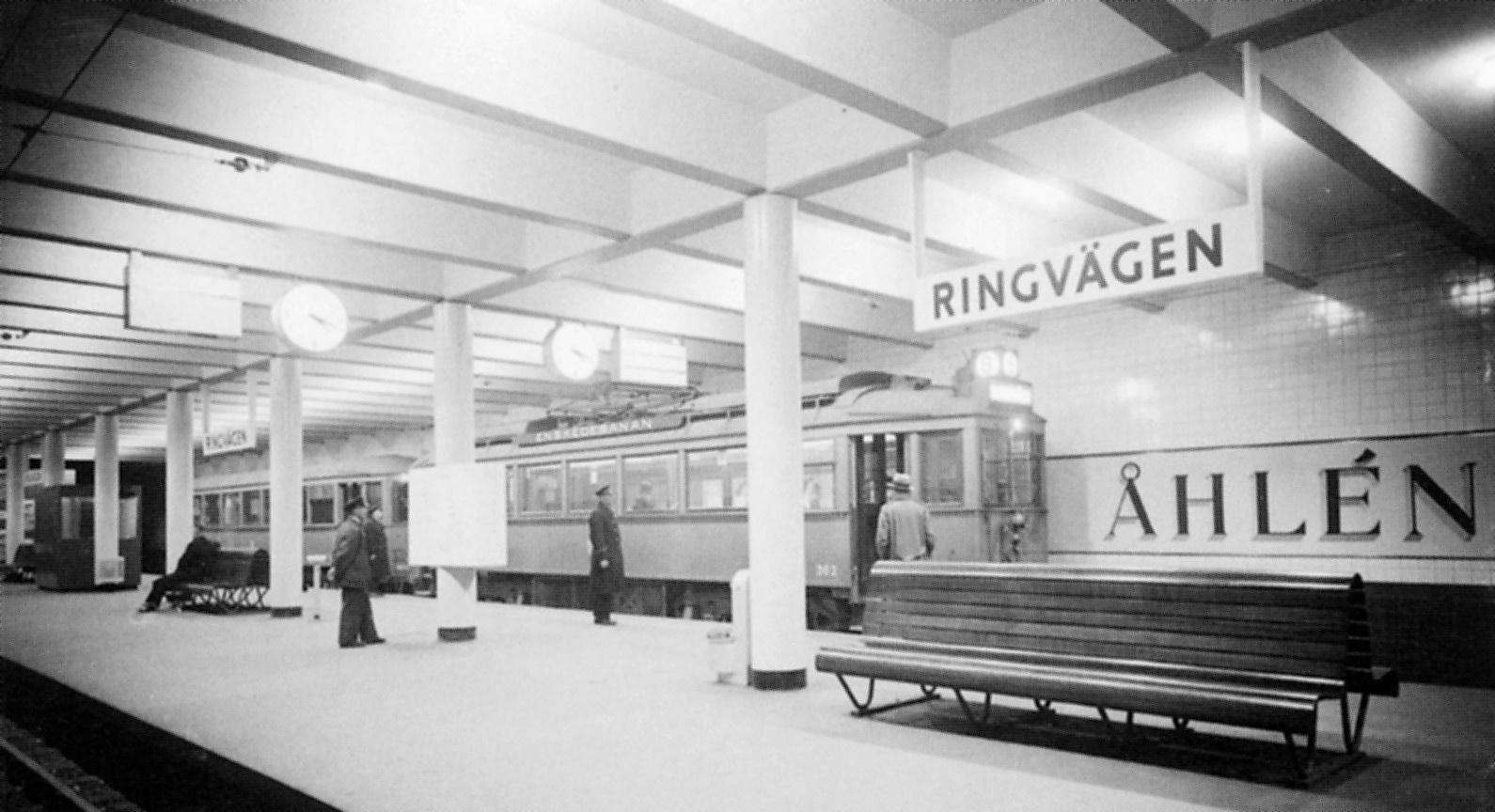
Station Ringvägen på 1930-talet, idag tunnelbanestationen Skanstull

### Stockholm
Stockholms tunnelbana drevs som en premetro med trafik genom Södertunneln, från dess invigning den 30 september 1933 till invigningen av tunnelbanans gröna linje 1950. Driftformen benämndes dock tunnelbana redan under premetroperioden, och ordet tunnelbana bytte helt enkelt betydelse 1950 från spårväg i tunnel till en egen typ av bana.[källa behövs] Även några förortsspårvägar som byggts för att ingå i tunnelbanan drevs som premetro tills de började köras som tunnelbana. Till exempel Ängbybanan och Örbybanan.

### Göteborg
På 1960-talet byggdes delar av Göteborgs spårvägsnät som premetro, med avsikt att kunna inkludera sträckorna i en framtida tunnelbana. Men planerna fullbordades inte, då lågkonjunkturen kom emellan på 1970-talet och de planerade förstäderna minskades i omfång. Kostnaderna för tunnlarna steg när man räknade mer noggrant, bland annat för stabilisering av byggnader i leran. Man kunde därmed inte motivera de höga kostnaderna för tunnlar under innerstaden, och lågkonjunkturen gav mindre ekonomiskt utrymme för både stat och kommun. När Stockholms tunnelbana började bli klar, minskade statens vilja att bidra till tunnelbanor.[källa behövs]

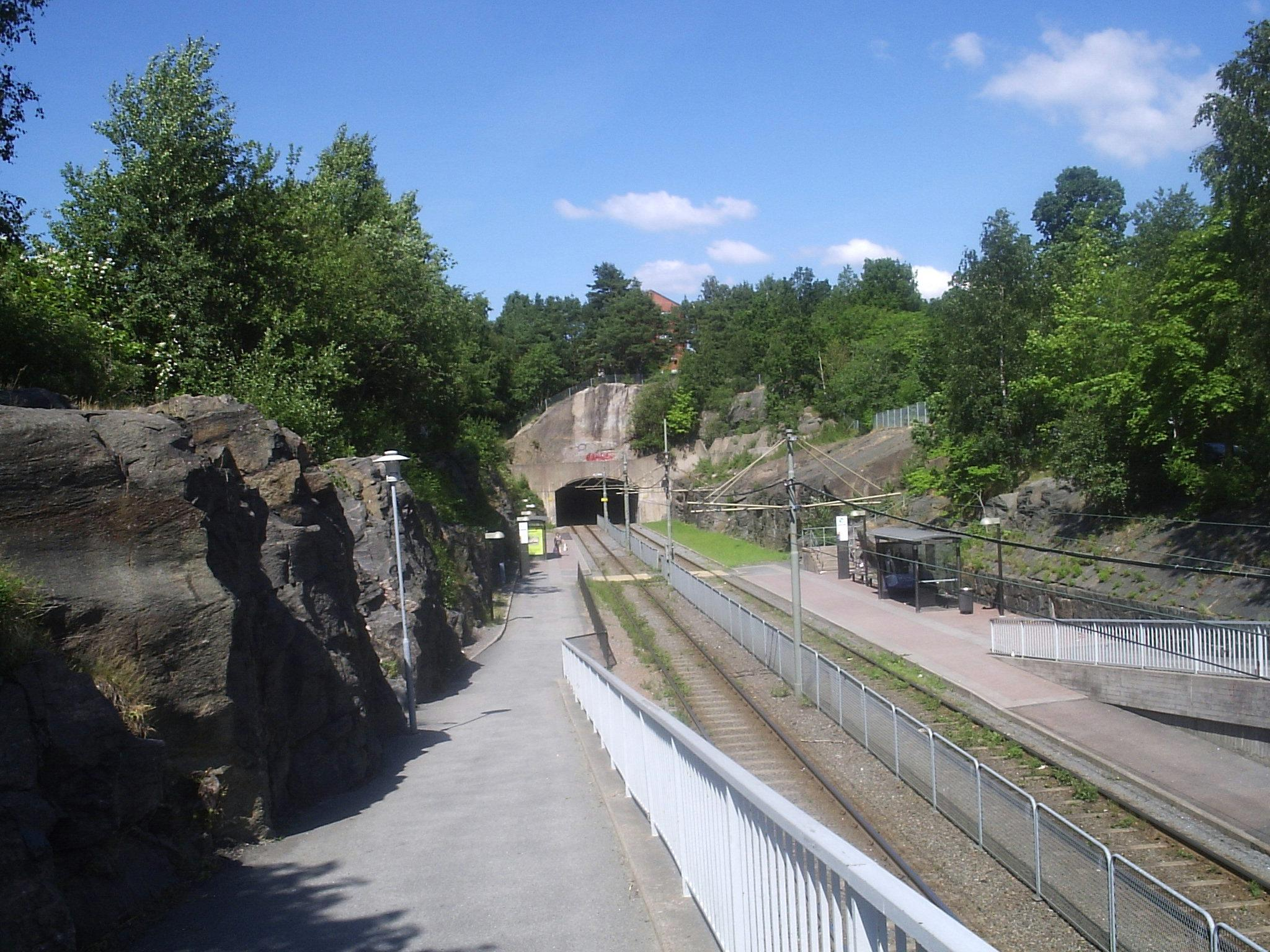
Runstavsgatans hållplats, en gång förberedd för stadsbanan

Sträckorna Polhemsplatsen–Angered centrum, Bellevue–Bergsjön, Hjalmar Brantingsplatsen–Länsmansgården och Slottsskogen–Tynnered förbereddes för ombyggnad till tunnelbana, och byggdes helt fria från vägkorsningar. I planerna från 1960-talet skulle Göteborg ha fått ett omfattande tunnelbanesystem som täckte in de flesta förorterna. Förutom tunnlarna genom centrala stan med närförorter planerades omfattande förgreningar till många stadsdelar - inte heller allt detta blev färdigbyggt, då man gav upp planerna, och lät det som byggts vara spårvägar.